# Murphy Troy
Murphy Edward Troy (ur. 31 maja 1989 w Saint Louis) – amerykański siatkarz grający na pozycji atakującego. W reprezentacji Stanów Zjednoczonych rozegrał 78 meczów. Swoją karierę reprezentacyjną zakończył 8 maja 2017 roku, w wieku 28 lat.

## Sukcesy klubowe
Puchar CEV:
- 2013

Puchar Polski:
- 2015

Mistrzostwo Polski:
- 2015

Superpuchar Polski:
- 2015

## Sukcesy reprezentacyjne
Puchar Panamerykański:
- 2012
- 2011

Mistrzostwa Ameryki Północnej:
- 2013

Liga Światowa:
- 2015

Puchar Świata:
- 2015

Igrzyska Olimpijskie:
- 2016

## Nagrody indywidualne
- 2015 - Najlepszy zagrywający Pucharu Polski